# Metholcus
Metholcus — род жесткокрылых насекомых семейства точильщиков.

## Описание
Пунктировка на надкрыльях грубая, беспорядочная, не образует чётких рядов или бороздок.

## Систематика
В составе рода:
- Metholcus gracilipes Israelson, 1974
- Metholcus phoenicis (Fairmaire, 1859)
- Metholcus rotundicollis Schilsky, 1898